# Andrea Glauser
Andrea-Noah Glauser (* 3. April 1996 in Zauggenried) ist ein Schweizer Eishockeyspieler, der seit Juli 2025 erneut bei Fribourg-Gottéron aus der Schweizer National League unter Vertrag steht und dort auf der Position des Verteidigers spielt. Zuvor war Glauser bereits auch für die SCL Tigers und den Lausanne HC in derselben Liga aktiv.

## Karriere
Glauser absolvierte sämtliche Nachwuchsstufen bei Fribourg-Gottéron und gab in der Saison 2015/16 seinen Einstand in der National League A (NLA). Zeitweise kam er durch B-Lizenzvereinbarungen zwischen den Üechtlandern und HC Ajoie sowie Hockey Thurgau zu zusätzlichen Einsätzen bei Mannschaften aus der National League B (NLB).
Anfang November 2017 gaben die SCL Tigers Glausers Verpflichtung ab dem Spieljahr 2018/19 bekannt. Zur Saison 2021/22 wurde der Verteidiger vom Lausanne HC unter Vertrag genommen, mit dem er in den Frühjahren 2024 und 2025 Vizemeister wurde. Bereits im folgenden Sommer wurde Glausers Rückkehr zu seinem Ausbildungsverein aus Fribourg bekannt, wo er einen Siebenjahresvertrag beginnend ab der Saison 2025/26 unterzeichnete.

### International
Glauser kam in den Altersstufen U16, U17 und U20 zu Länderspielen für die Schweiz. Im Herbst 2018 erhielt er zur Teilnahme am Deutschland Cup seine erste Berufung in die A-Nationalmannschaft. Bei den Weltmeisterschaften der Jahre 2024 und 2025 gewann er mit der Mannschaft die Silbermedaille, nachdem er in den Jahren 2022 und 2023 ohne Medaille geblieben war.

## Erfolge und Auszeichnungen
- 2024 Schweizer Vizemeister mit dem Lausanne HC
- 2025 Schweizer Vizemeister mit dem Lausanne HC

### International
- 2024 Silbermedaille bei der Weltmeisterschaft
- 2025 Silbermedaille bei der Weltmeisterschaft

## Karrierestatistik
Stand: Ende der Saison 2024/25

### International
Vertrat die Schweiz bei:
| - U20-Junioren-Weltmeisterschaft 2016 - Weltmeisterschaft 2022 - Weltmeisterschaft 2023 | - Weltmeisterschaft 2024 - Weltmeisterschaft 2025 |

(Legende zur Spielerstatistik: Sp oder GP = absolvierte Spiele; T oder G = erzielte Tore; V oder A = erzielte Assists; Pkt oder Pts = erzielte Scorerpunkte; SM oder PIM = erhaltene Strafminuten; +/− = Plus/Minus-Bilanz; PP = erzielte Überzahltore; SH = erzielte Unterzahltore; GW = erzielte Siegtore; 1 Play-downs/Relegation; Kursiv: Statistik nicht vollständig)